# Resistència durant la Segona Guerra Mundial
La resistència durant la Segona Guerra Mundial es va donar en tots els països ocupats en gran varietat de formes que anaven des de la no cooperació, la desinformació i la propaganda fins A l'ocultació de pilots i fins i tot la lluita directa i la represa de posicions. Entre els moviments de resistència més notables es troben els partisans iugoslaus (el major grup de resistència a la Segona Guerra Mundial), l'Armia Krajowa polonès, els partisans soviètics, les Forces Franceses de l'Interior, la resistència noruega i la grega.
Molts països tenien moviments de resistència dedicats a barallar contra les potències invasores de l'Eix i Alemanya tenia el seu propi moviment antinazi. Si bé el Regne Unit no va patir l'ocupació nazi a la Segona Guerra Mundial, els britànics van fer preparatius per posar en marxa un moviment de resistència anomenat les Unitats Auxiliars , en cas d'una invasió alemanya. Diverses organitzacions van ser també formades per establir cèl·lules de resistència a l'estranger o suport als moviments de resistència existents, com la Direcció d'Operacions Especials britànica i l'Oficina de Serveis Estratègics nord-americana (la precursora de la CIA).
També van existir moviments de resistència que van lluitar contra els invasors aliats. A l'Àfrica Oriental Italiana, després que les forces italianes fossin derrotades durant la Campanya de l'Àfrica Oriental, alguns italians van participar en una guerra de guerrilles contra els britànics entre 1941 i 1943. El moviment alemany de resistència al nazisme mai va aconseguir grans triomfs. D'altra banda, els Germans del Bosc de Letònia, Lituània i Estònia van incloure a molts combatents que van lluitar juntament amb els nazis i, més tard, van operar contra l'ocupació soviètica dels països bàltics. Durant i després de la guerra, moviments similars de resistència antisoviètica van sorgir en llocs com Romania, Polònia i l'oest d'Ucraïna. Mentre que els japonesos van ser famosos per «lluitar fins a l'últim home», els soldats que van resistir després de la fi de la Guerra van tendir a fer-ho més per una motivació individual i no hi ha indicis que s'hagi reunit una resistència japonesa organitzada després de la guerra.

## Moviments de resistència més rellevants
- Armia Krajowa
- Exèrcit insurgent ucraïnès
- Germans del Bosc
- Orquestra Roja
- Partisans iugoslaus
- Partisans soviètics
- Resistència albanesa
- Resistència alemanya
- Resistència belga
- Resistència danesa
- Resistència francesa
- Resistència italiana
- Resistència jueva durant l'Holocaust
- Resistència polonesa
- Resistència txeca